# 蕨菜

蕨類植物嫩卷芽

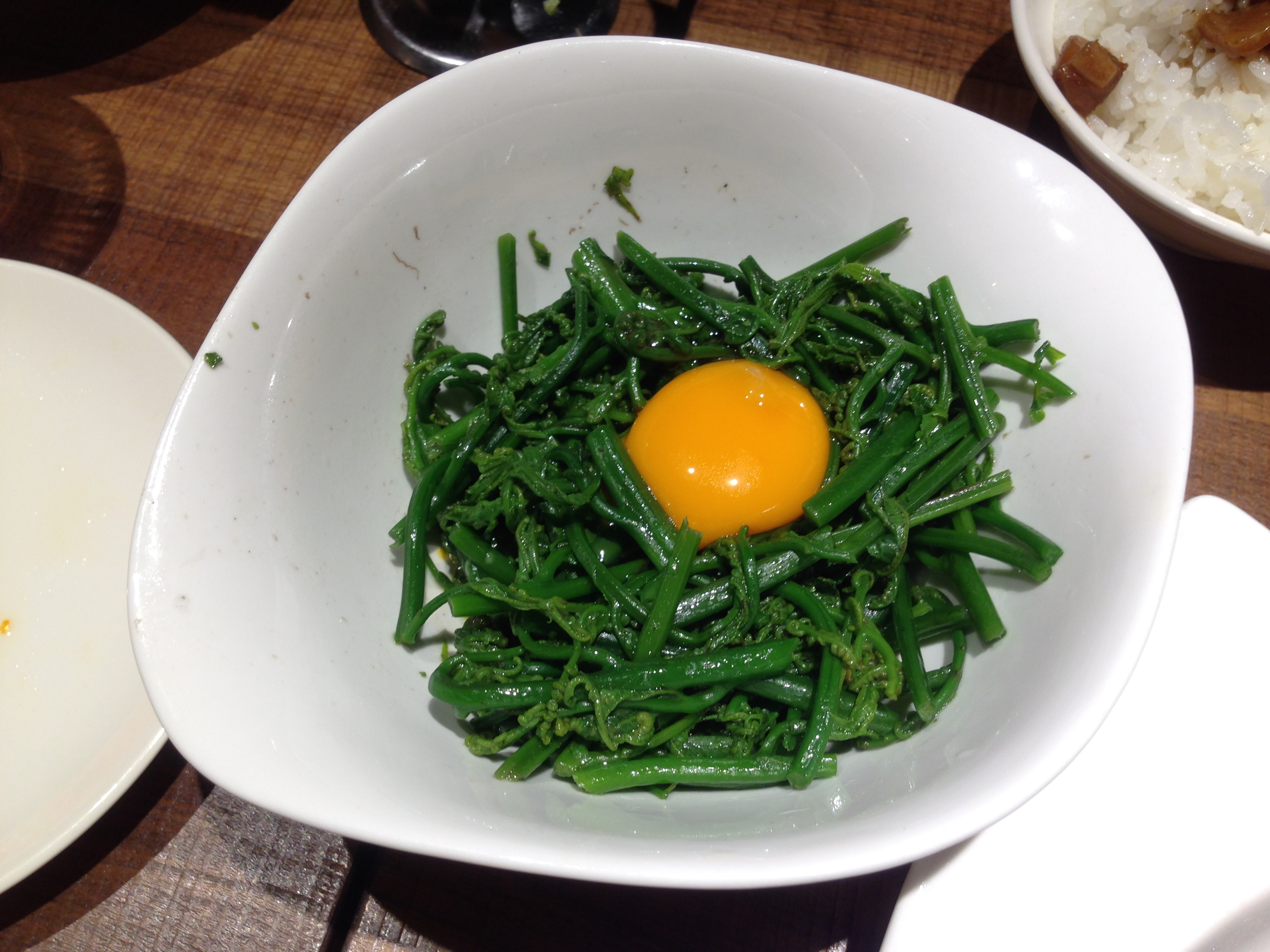
蕨菜（過溝菜蕨）

蕨菜，是可食用蕨類植物嫩卷芽的通稱。當中過溝菜蕨在臺灣話稱為蕨苭（kueh-niau，多俗寫作『過貓』）。蕨菜較少種植，大多為野菜採集。

## 種類
常見的蕨菜包括：
- 歐洲蕨及其變種：世界各地分佈。
- 烏毛蕨
- 腎蕨
- 水蕨
- 雙蓋蕨屬
  - 廣葉鋸齒雙蓋蕨
  - 過溝菜蕨：流行於台灣。
- 鳥巢蕨：流行於台灣
- 莢果蕨：北半球溫帶
- 光葉藤蕨，在砂拉越食用
- 紫萁屬
  - 紫萁，分佈於東亞
  - Osmunda regalis，全世界廣泛分佈
  - Osmunda cinnamomea，在北美食用
- 蹄蓋蕨屬
  - Athyrium esculentum，分佈於亞洲和大洋洲
  - 喜马拉雅蹄盖蕨，北半球溫帶

## 健康影響
一些蕨類含有硫胺酶，會破壞硫胺（維生素B1），過量食用會造成腳氣病或其他硫胺缺乏症。
部份種類的蕨菜含有毒素，例如莽草酸、原蕨苷等，充份煮熟可能可以破壞或去除毒素，但安全性尚未確認。